# Cidália Guterres
Cidália Lopes Nobre Mouzinho Guterres é a segunda esposa de Francisco Guterres. Natural da Ilha de Ataúro, em Timor-Leste, casou-se em 4 de maio de 2002 com Francisco Guterres com quem teve quatro filhos. Antes do seu casamento, Cidália Guterres era um membro dirigente da Organização Popular de Mulheres Timorense, a organização feminista do partido FRETILIN cujo presidente era Francisco Guterres.
Após as eleições presidenciais de 20 de março de 2017, Cidália anunciou que afirmava estar envolvida em atividades sociais a favor de mulheres, viúvas, órfãos, bem como de idosos, deficientes e renegados, embora a constituição de Timor-Leste não mencionasse especificamente esse tipo de mandato para as primeiras-damas. A partir dessa época, passou a visitar regularmente diversas instituições sociais, para assumir cargos de representatividade e ser a principal responsável por múltiplos programas sociais.
Num inquérito de 2017 publicado pelo International Republican Institute, Cidália Guterres recebeu um feedback positivo de 62% dos membros do tamanho da amostra, enquanto a sua antecessora Isabel da Costa Ferreira atingiu a meta de 89%.